# 24526 Desai
24526 Desai este un asteroid din centura principală de asteroizi.

## Descriere
24526 Desai este un asteroid din centura principală de asteroizi. A fost descoperit pe 1 februarie 2001 la Socorro, New Mexico, în cadrul proiectului LINEAR. Asteroidul prezintă o orbită caracterizată de o semiaxă mare de 2,80 ua, o excentricitate de 0,05 și o înclinație de 7,9° în raport cu ecliptica.